# Phoenix Art Museum

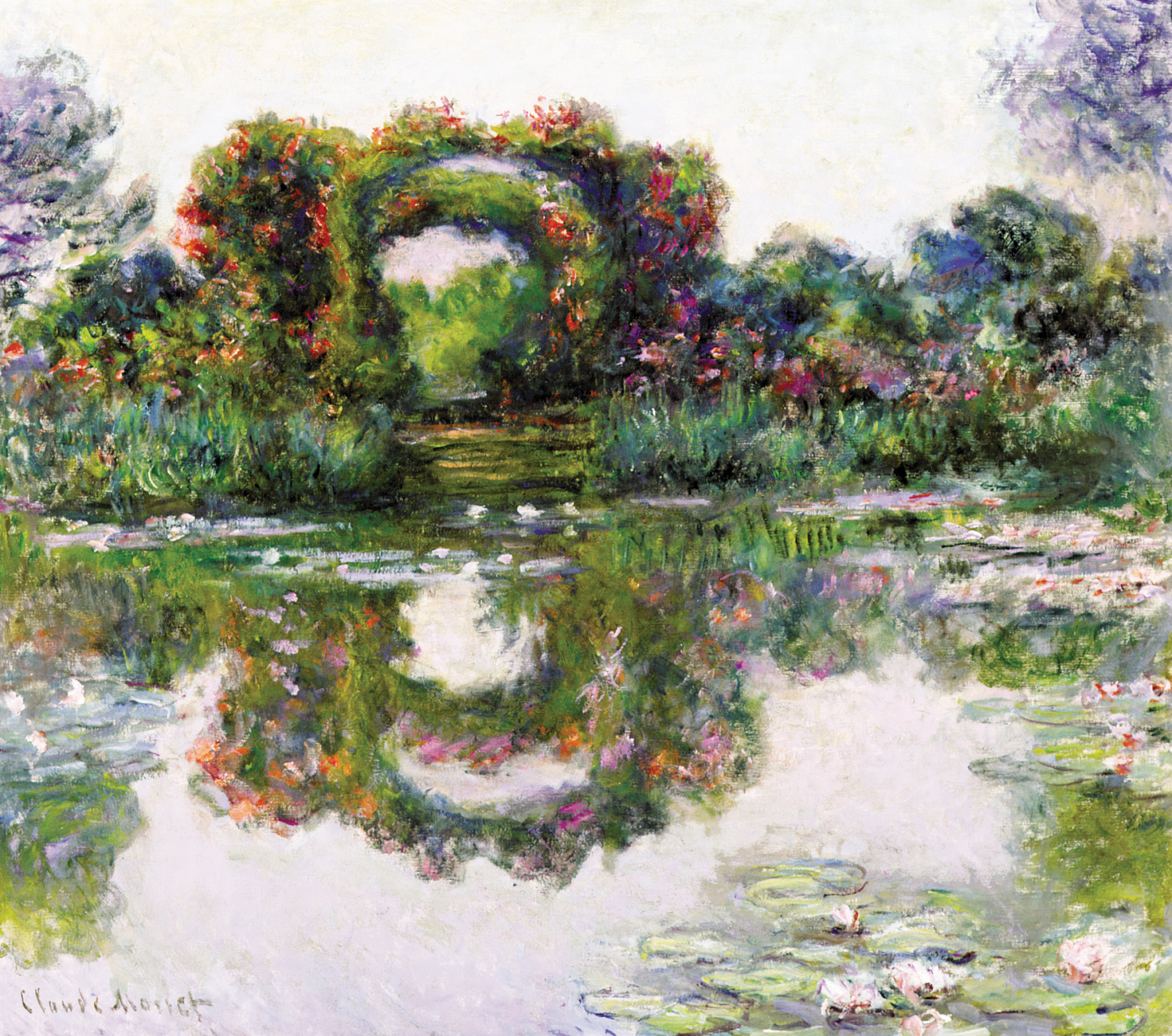
Claude Monet, Archi fioriti, Giverny (1913), nella collezione del museo

Il Phoenix Art Museum è il più vasto museo di arti visive nel sud-est degli Stati Uniti. Situato a Phoenix in Arizona, il museo dispone di uno spazio espositivo di oltre 26.000 m2. Affianca alla sua collezione permanente di oltre 18.000 opere di arte americana, asiatica, europea moderna e contemporanea mostre temporanee di artisti internazionali.

## Storia
All'inizio degli anni '50 l'architetto Alden Dow fu incaricato dal Consiglio di Amministrazione della neonata Phoenix Fine Arts Association di progettare un complesso che avrebbe ospitato la Phoenix Public Library, il Phoenix Little Theatre (ora Phoenix Theatre) e il nuovo Phoenix Art Museum. La società di ingegneria strutturale scelta per questo progetto fu Severud Associates. Per coordinare il progetto, la Phoenix Fine Arts Association nominò un nuovo Consiglio nel 1952 e il primo direttore del museo, Forest M. Hinkhouse, nel 1957.
Il museo aprì il 18 novembre del 1959. Nel 1965 iniziarono i lavori di ampliamento che portarono lo spazio espositivo da 2300 m2 a 6700 m2. Nel 1996 vi furono ulteriori espansioni condotte dagli architetti Tod Williams e Billie Tsien. Il museo col tempo raddoppiò il suo spazio espositivo, iniziando ad ospitare un teatro con 300 posti a sedere, una biblioteca e un bar. Più recentemente, nel 2006, con l'apertura di nuove ali nell'edificio la superficie del museo ha raggiunto i 26500 m2, annettendo anche un vasto giardino dedicato all'esposizione di varie statue.
Negli ultimi 50 anni, il museo ha ospitato più di 400 esibizioni da tutto il mondo, raggiungendo una collezione permanente di circa 18000 pezzi.

## Collezione

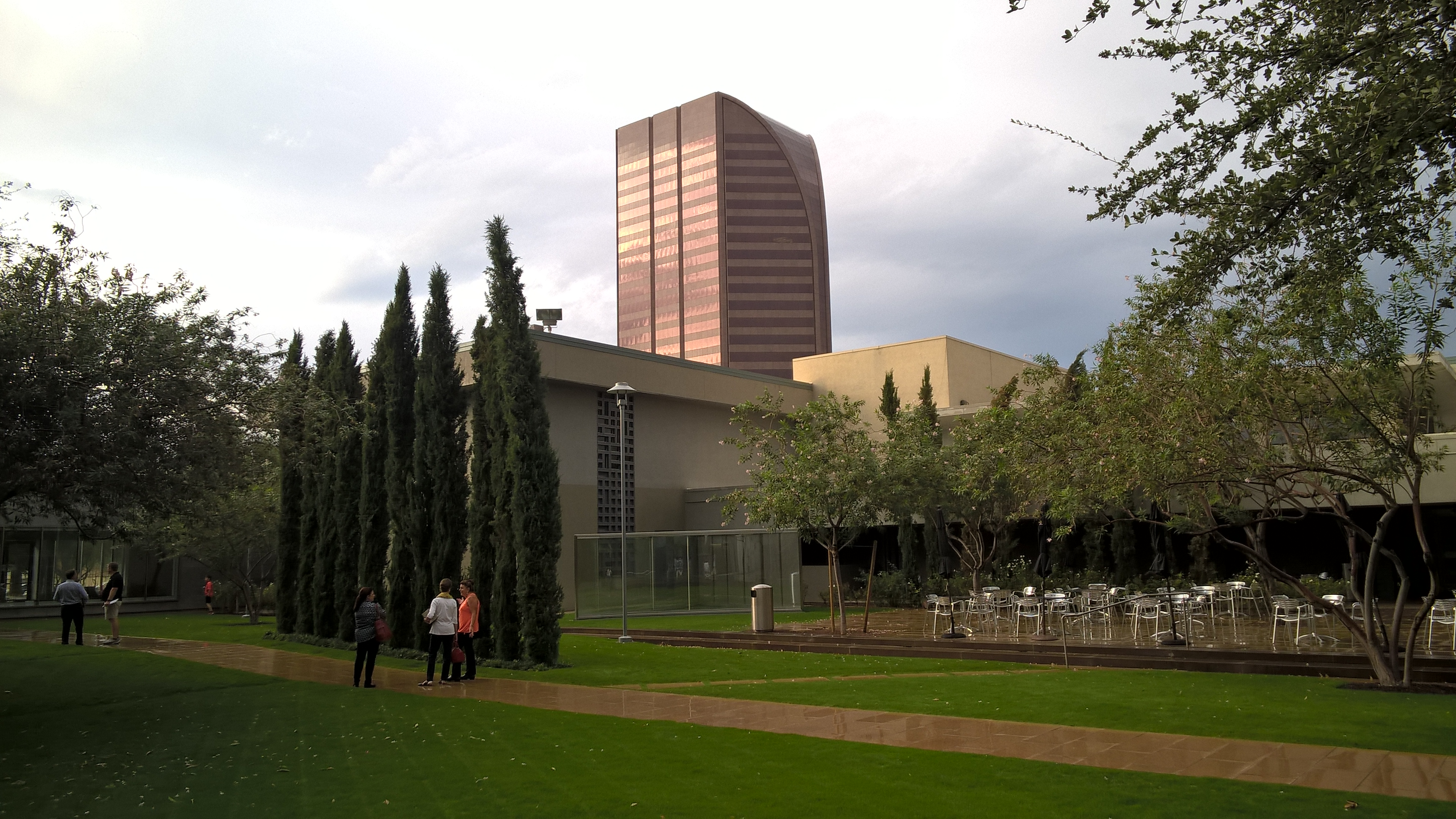
Il giardino del museo

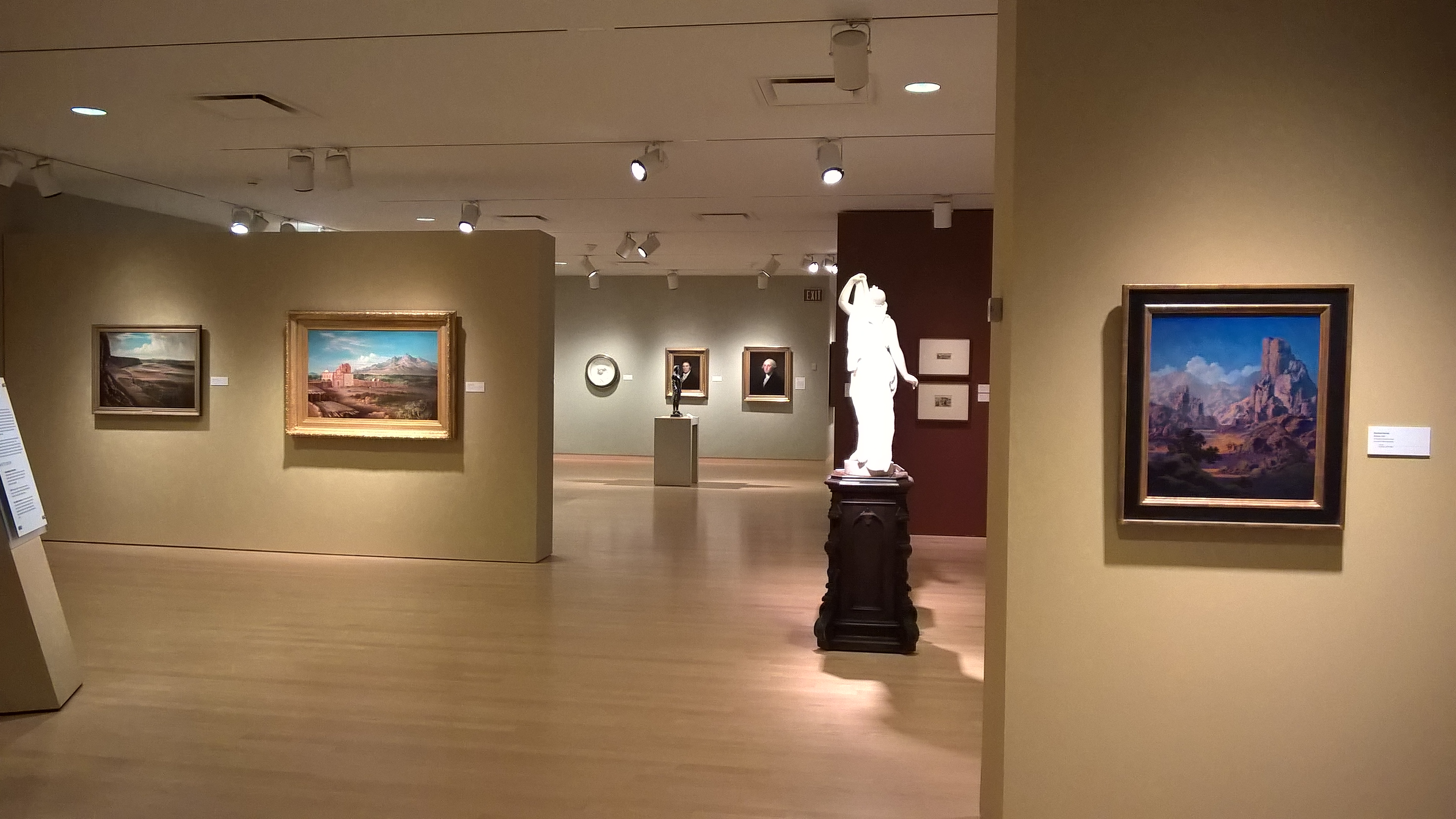
Una sala del museo

Il museo ospita opere di pittori europei come Girolamo Genga, Guercino, Carlo Dolci, Bernardo Strozzi, Marcellus Coffermans, Jacob Cornelisz van Oostsanen, Giovanni Piazzetta, Elizabeth Vigee-Lebrun, Antoine Vestier, George Romney, Camille Corot, Hippolyte Delpy, Eugène Boudin, Jean-Léon Gérôme, Claude Monet, Max Beckmann, Léon Portau e Pablo Picasso. Tra i pittori americani figurano Gilbert Stuart, Sanford Gifford, Robert Henri, Ernest Lawson, Marsden Hartley, Stuart Davis, Georgia O'Keeffe, Jonas Lie, Lew Davis, Ernest Blumenschein e Howard Post. Tra gli artisti contemporanei Yayoi Kusama, Viola Frey, Kehinde Wiley, Carlos Amorales, Donald Martiny e Helen Frankenthaler. Sono inoltre esposte statue di Aristide Maillol, Max Ernst, Hans Arp, Jacob Epstein e Alberto Giacometti.

## Galleria d'immagini

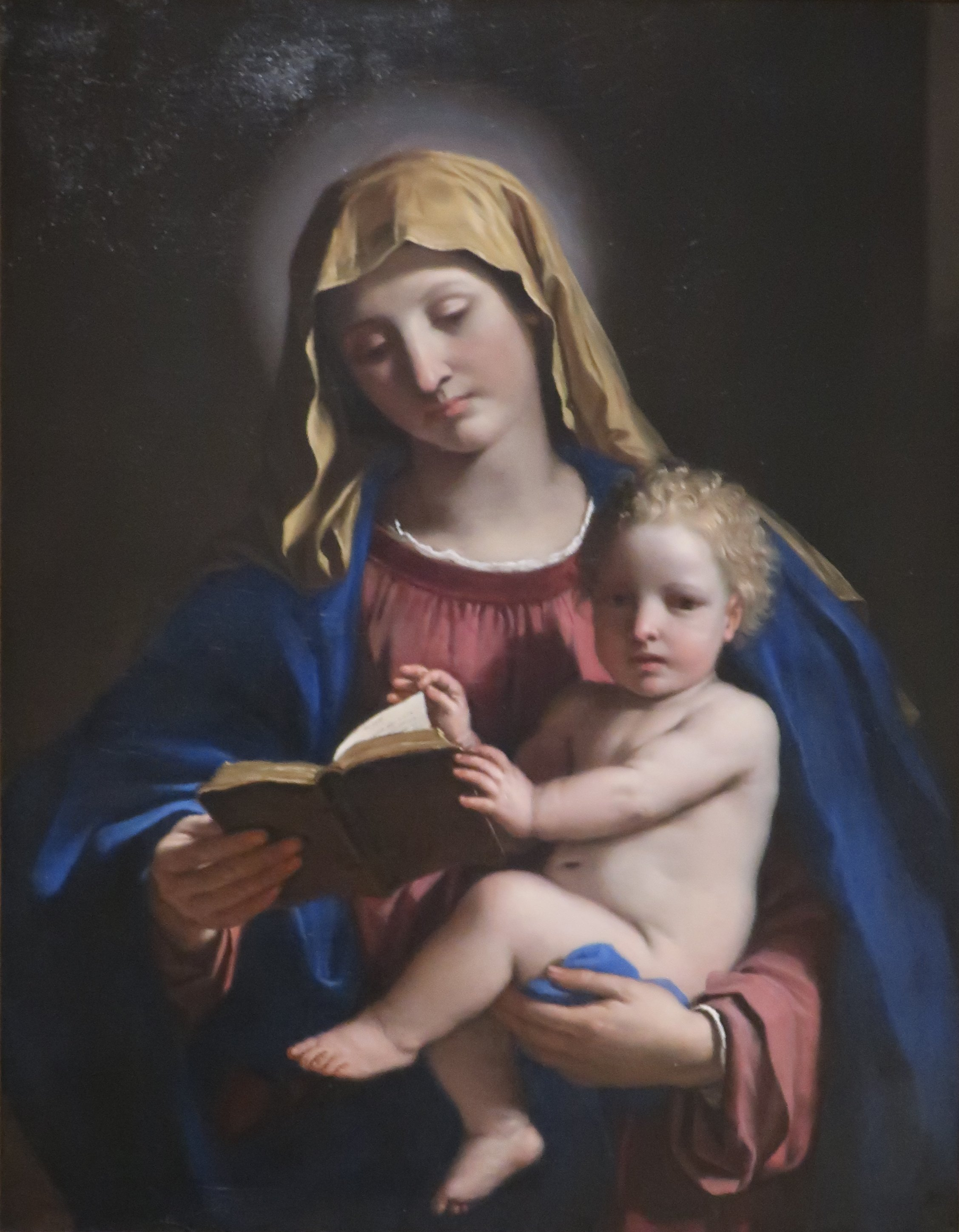
Guercino, Madonna con Bambino
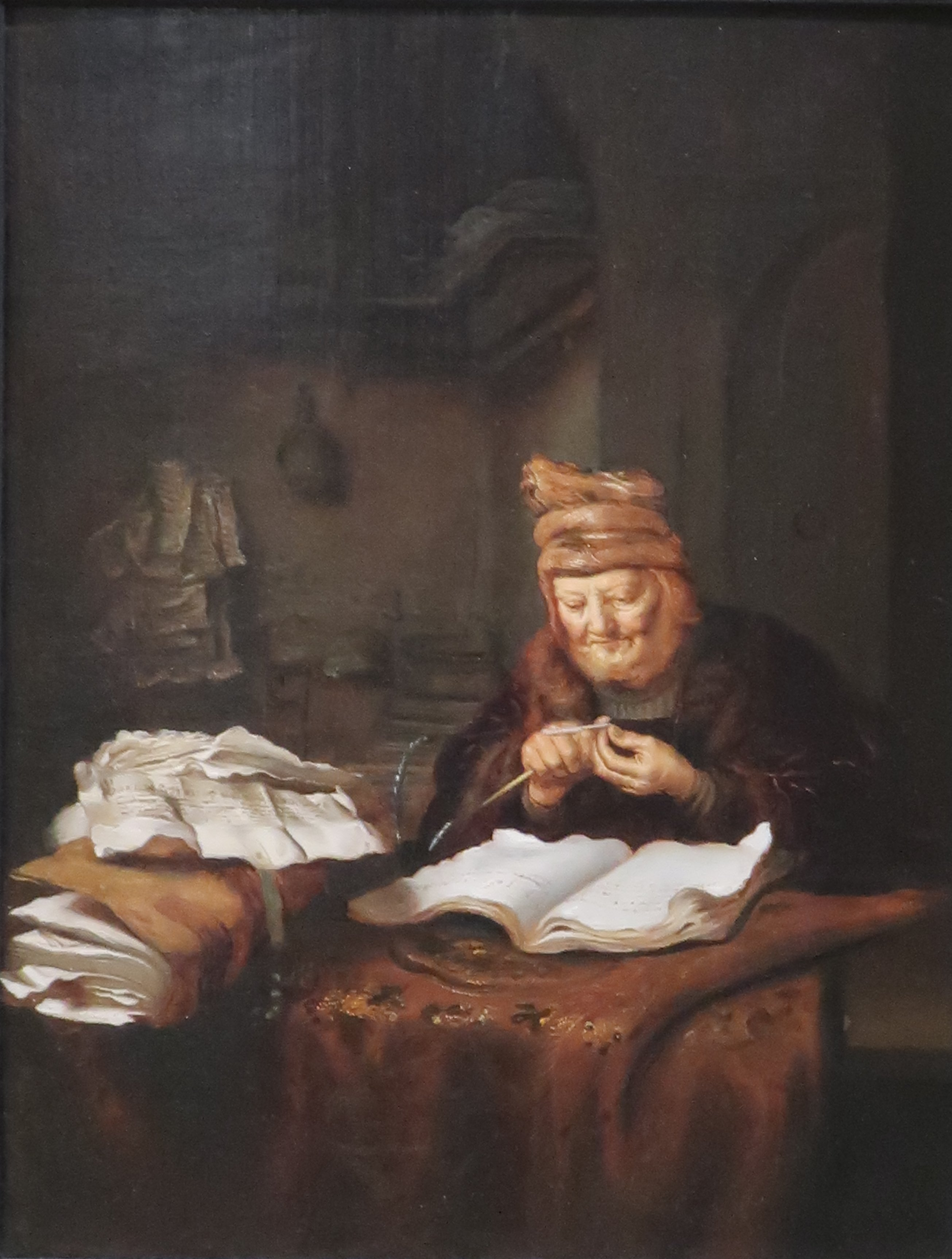
Salomon Koninck, The Old Philosopher
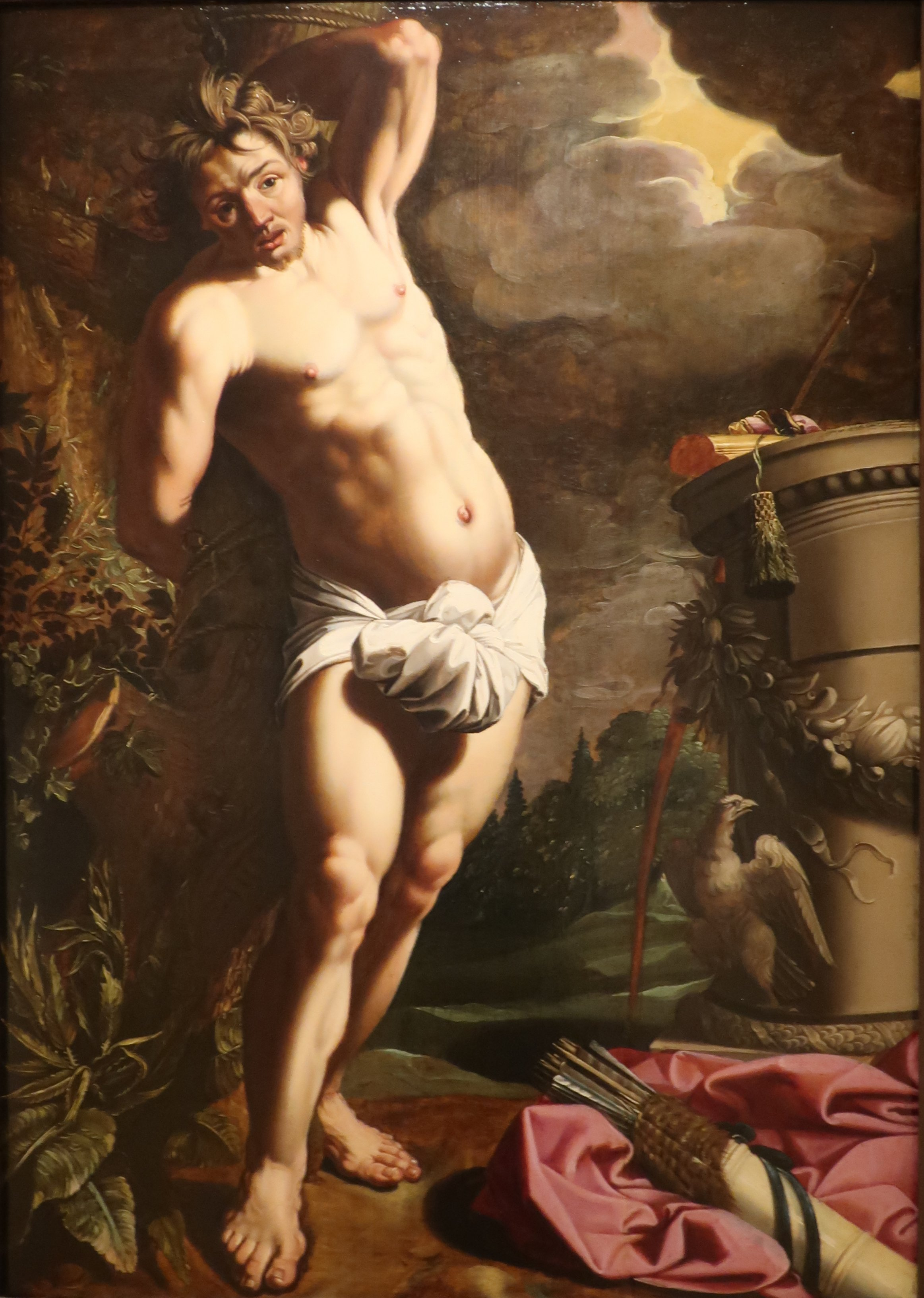
Abraham Janssens, St. Sebastian
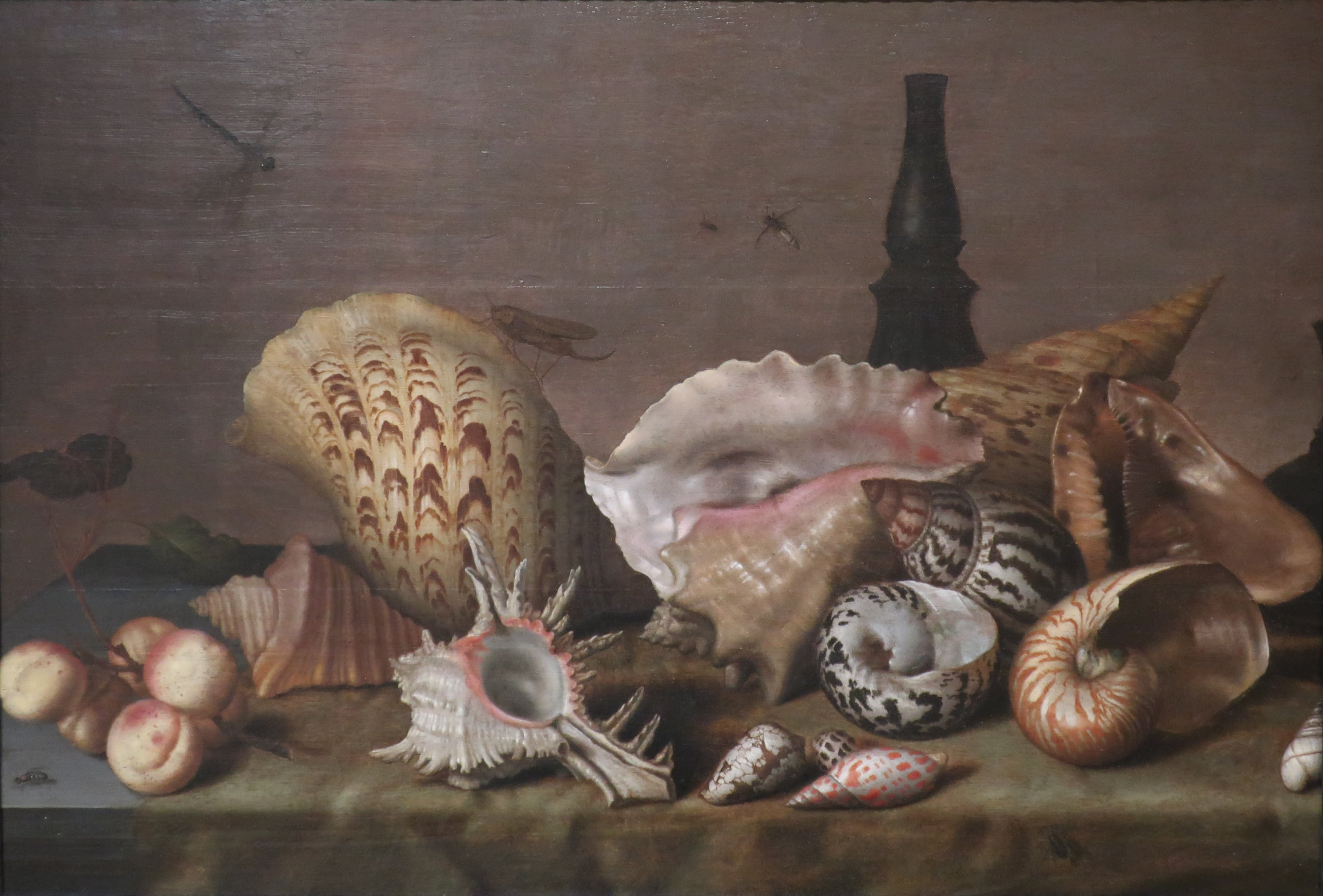
Balthasar van der Ast, Sea Shells, (1640)
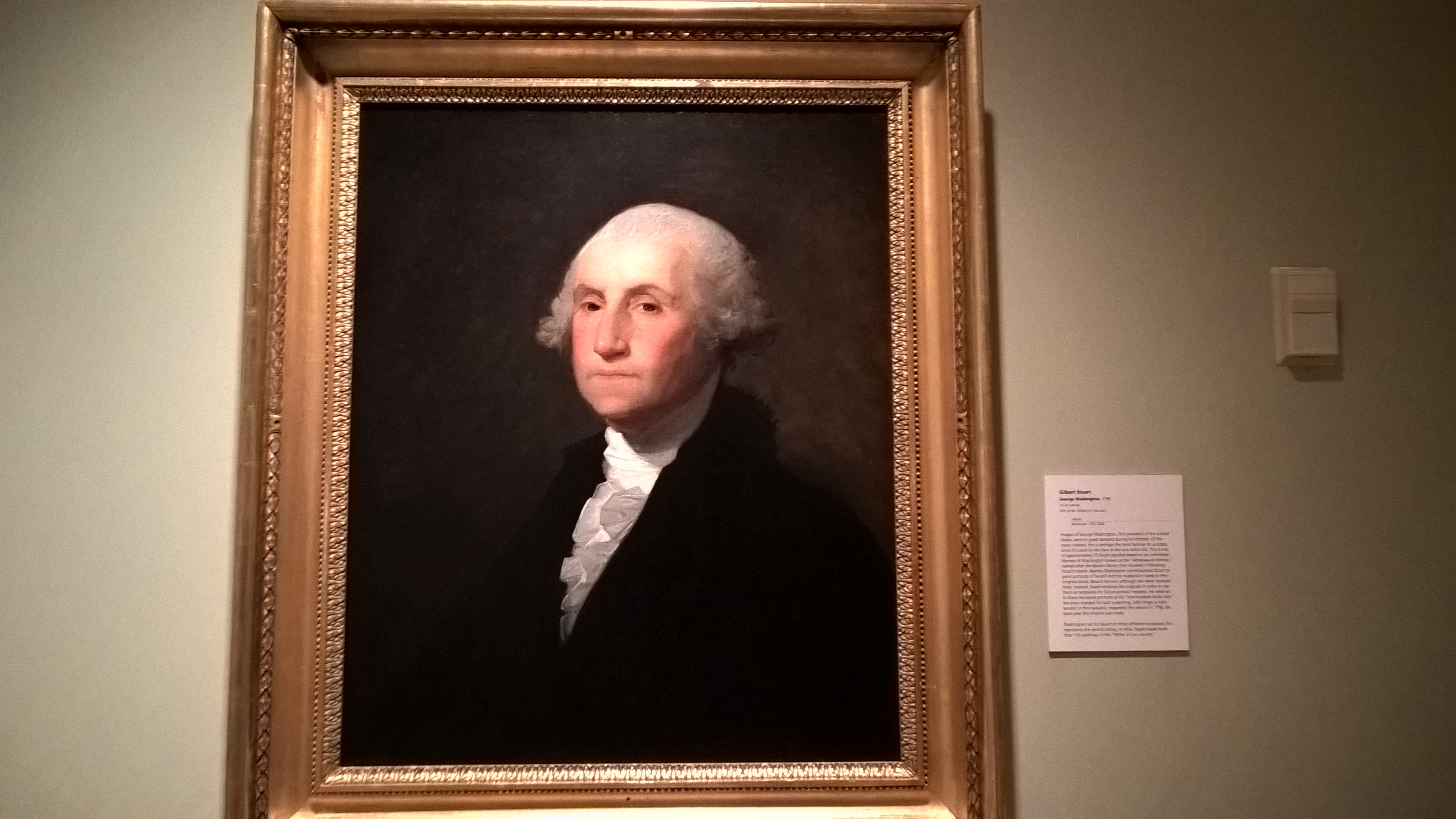
Gilbert Stuart, Portrait of George Washington, (1796)
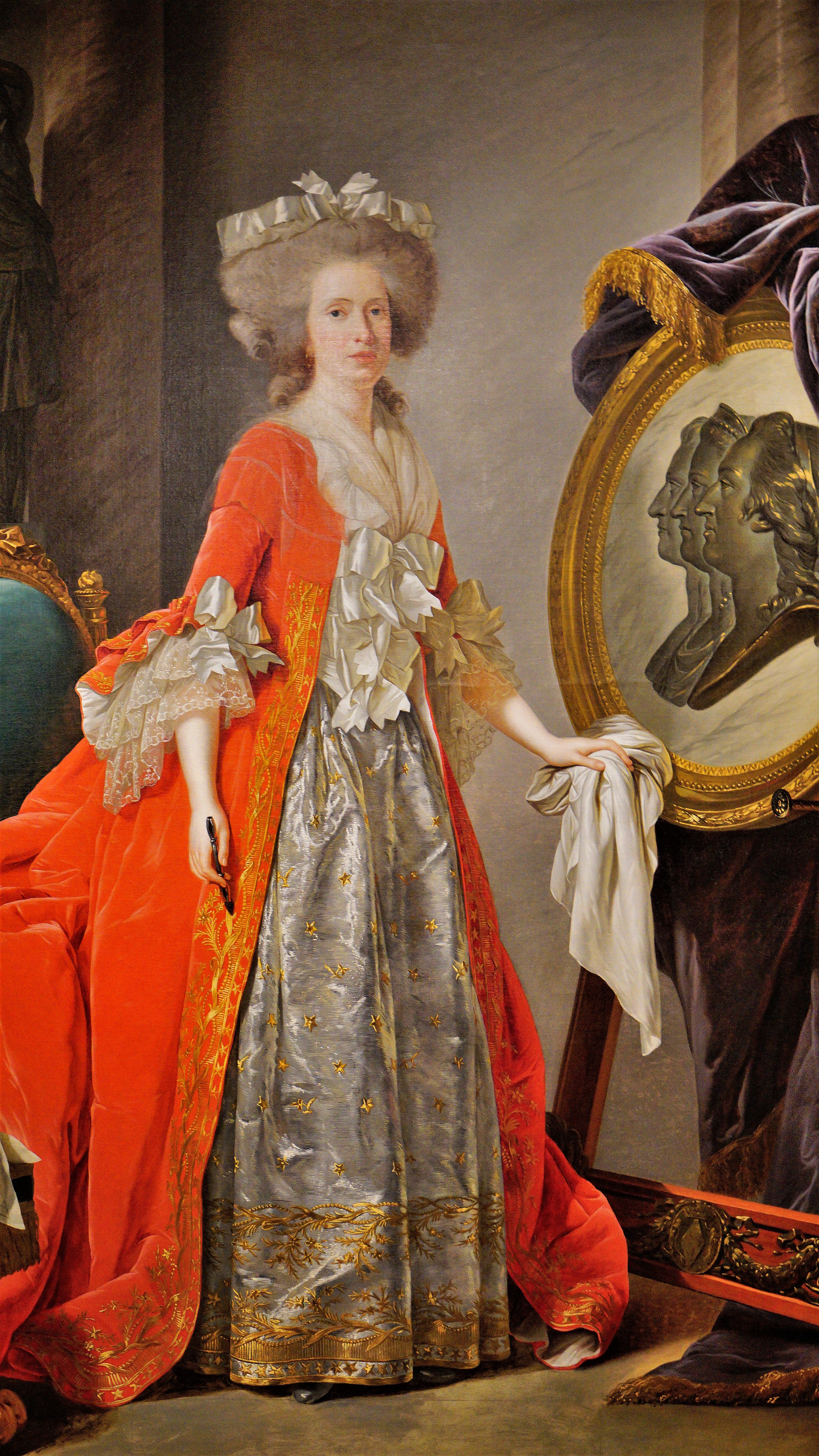
Adelaide Labille-Guiard, Madame Adelaide, (1791)
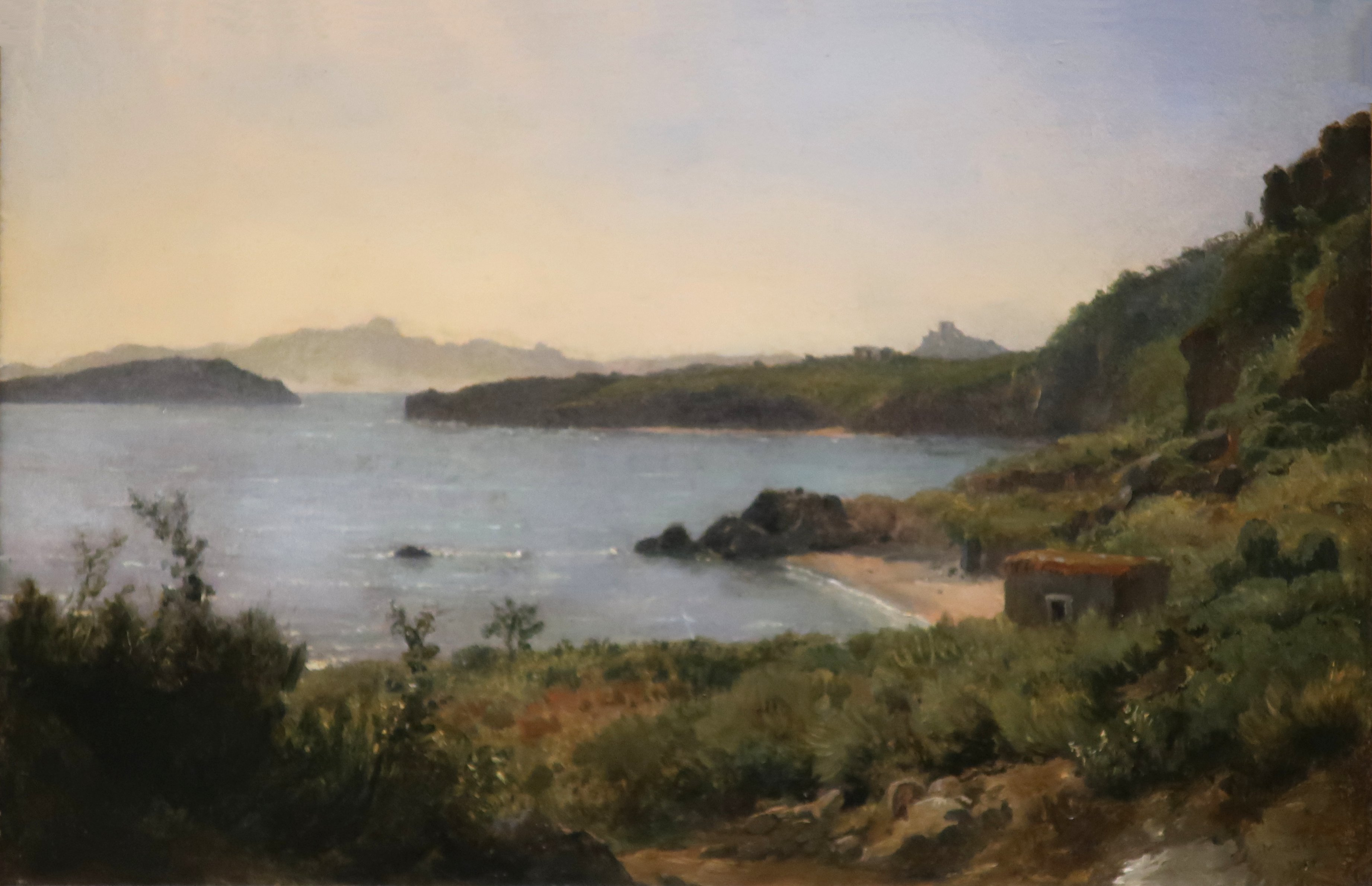
Achille Etna Michallon, The Island of Ischia, (1819)
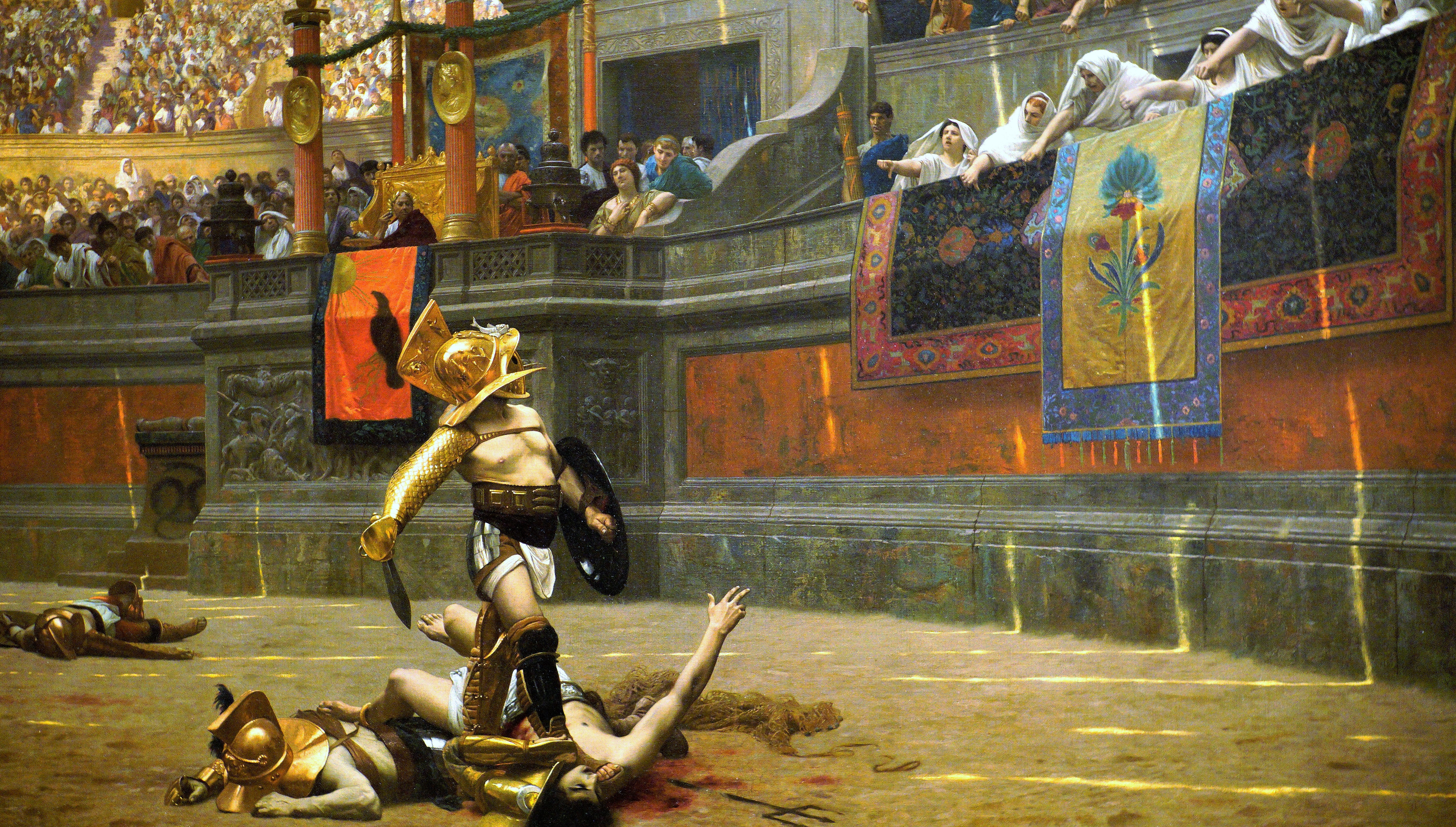
Jean-Léon Gérôme, Thumbs Down, (1872)
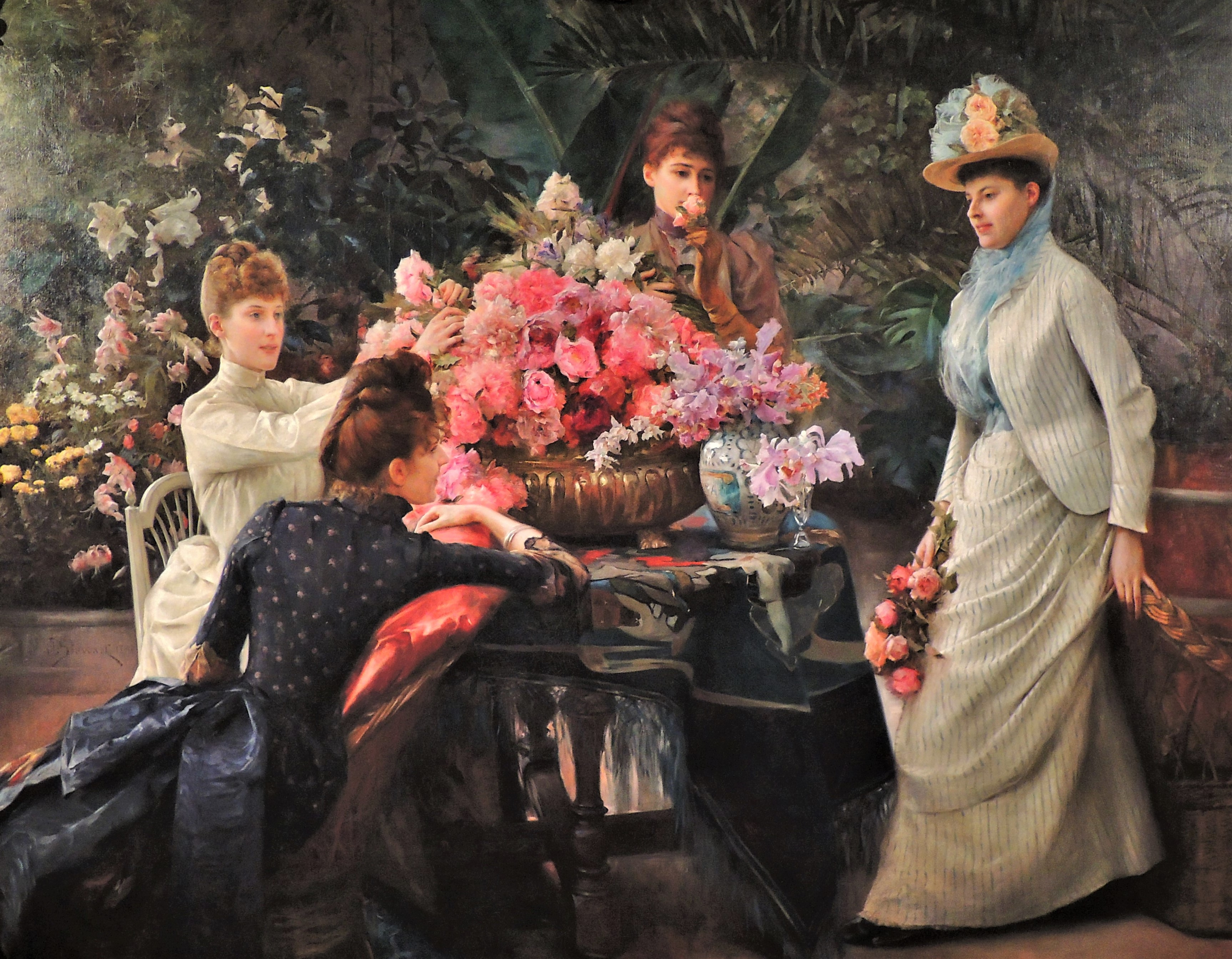
Julius LeBlanc Stewart, Spring Flowers, (1890)
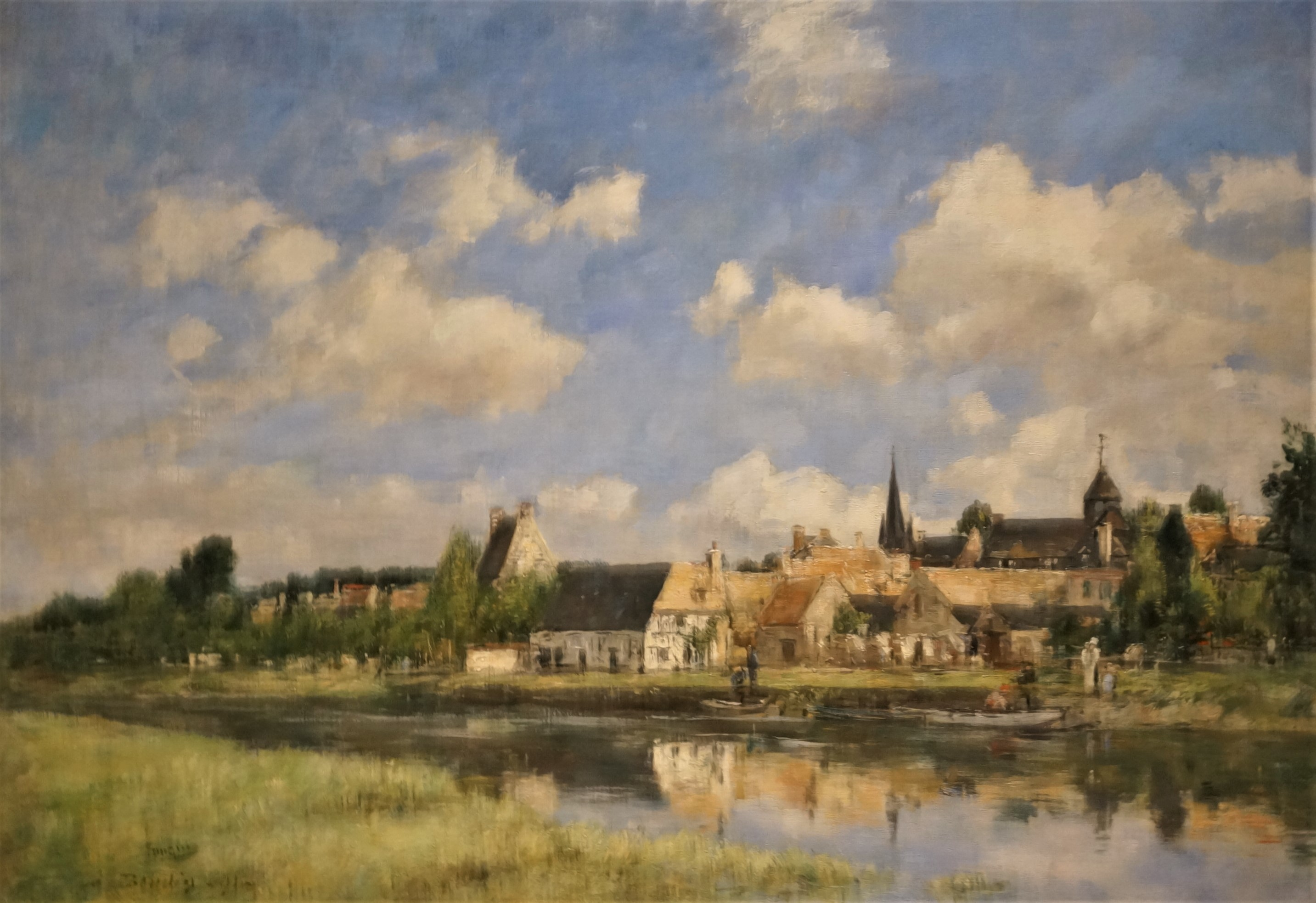
Eugene Boudin, The Old Harbor at Touques, (1891)
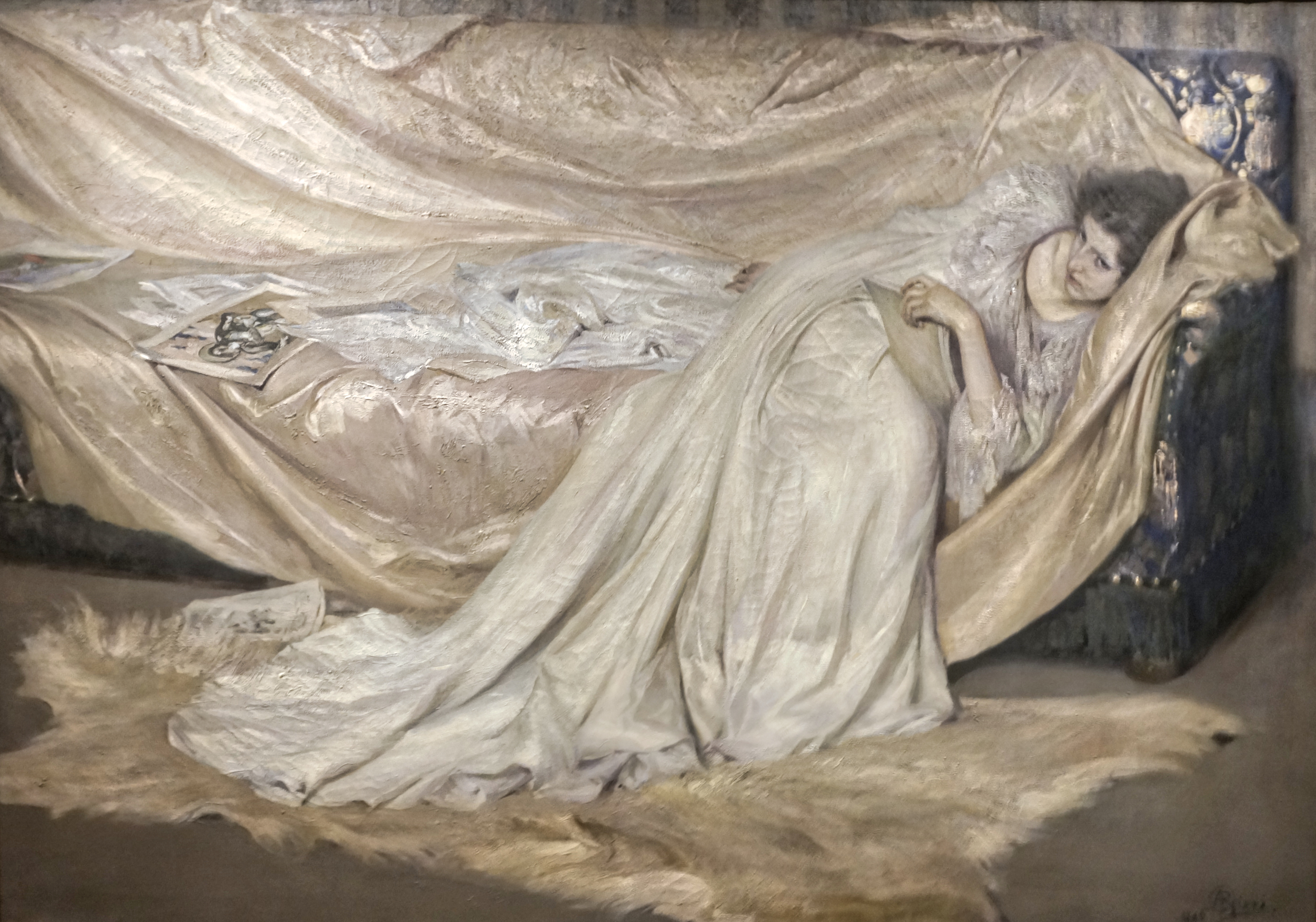
Antonio Rizzi, Study in White, (1896)
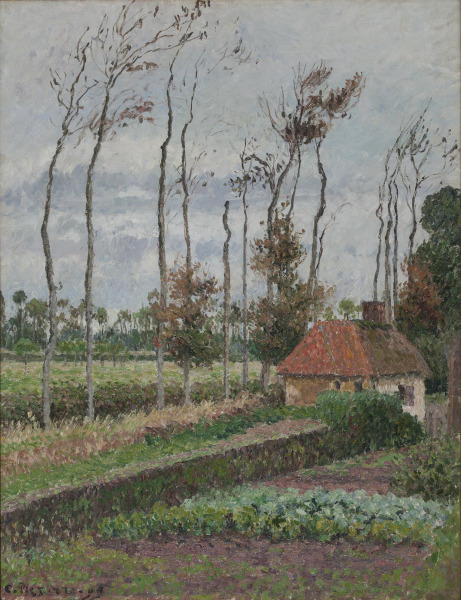
Camille Pissarro, Le Potager du manoir d’Ango, (1899)
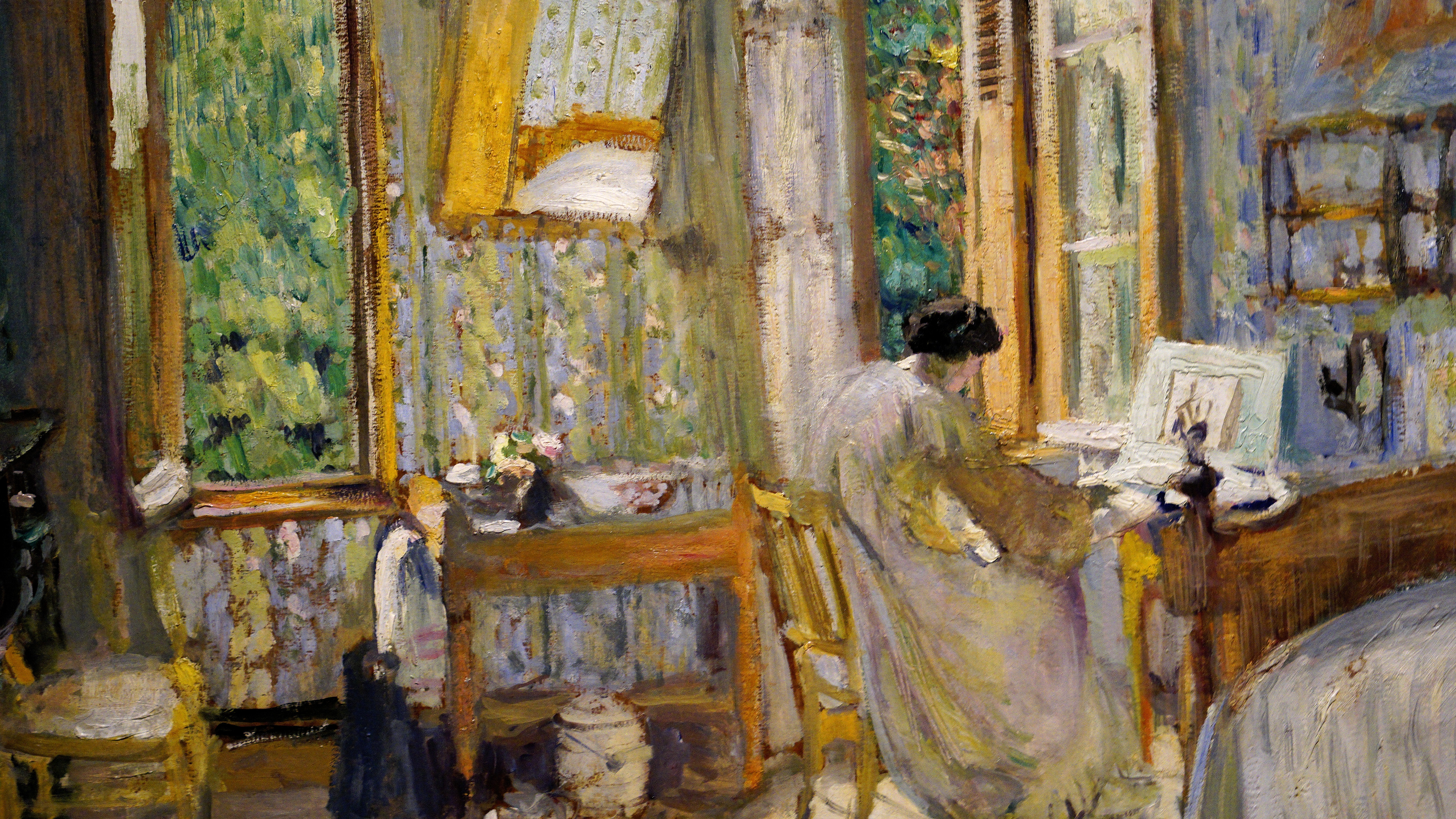
Edouard Vuillard, Madame Hessel Working at a Dressmaker's Table, (1908)
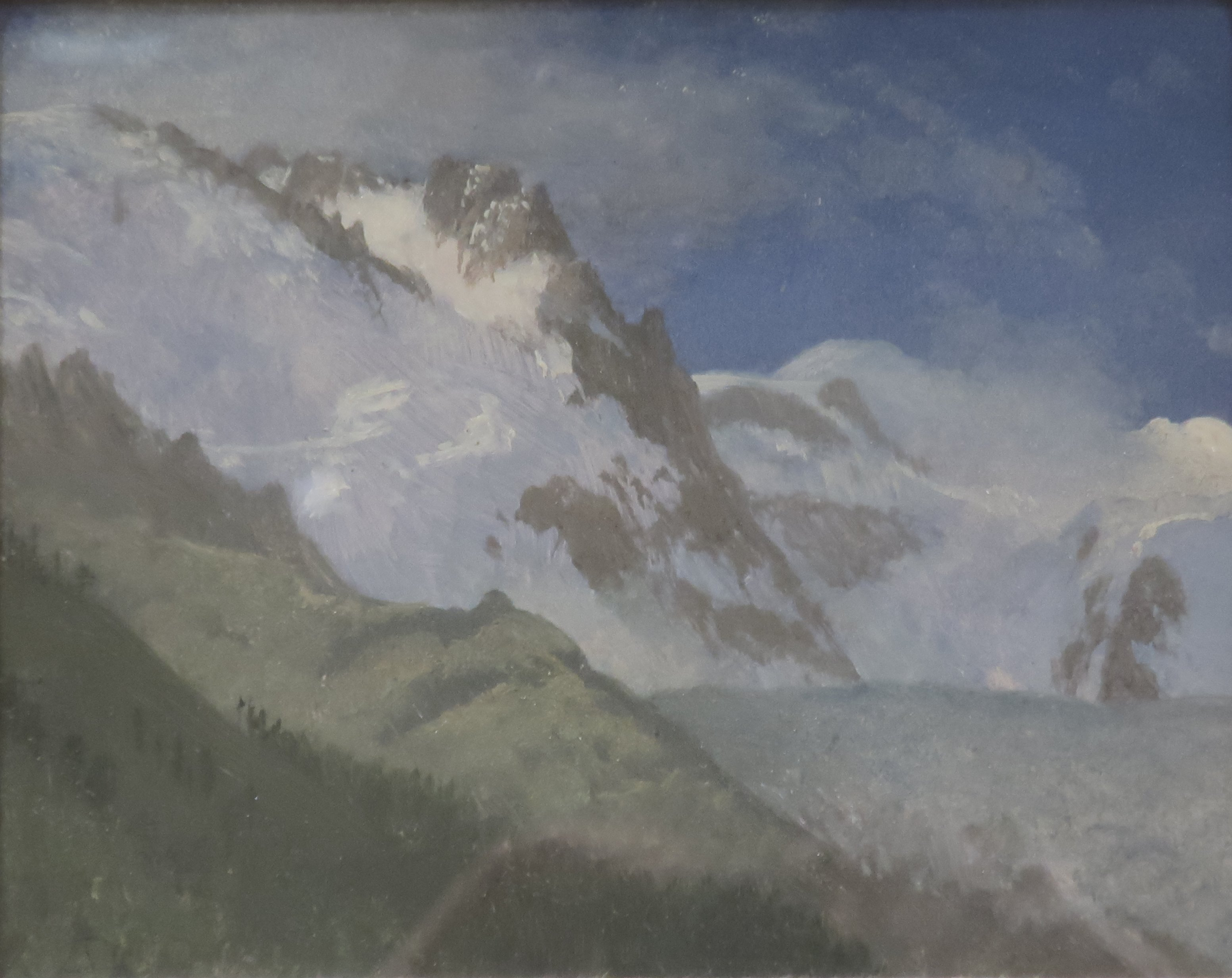
Albert Bierstadt, Snow in the Rockies
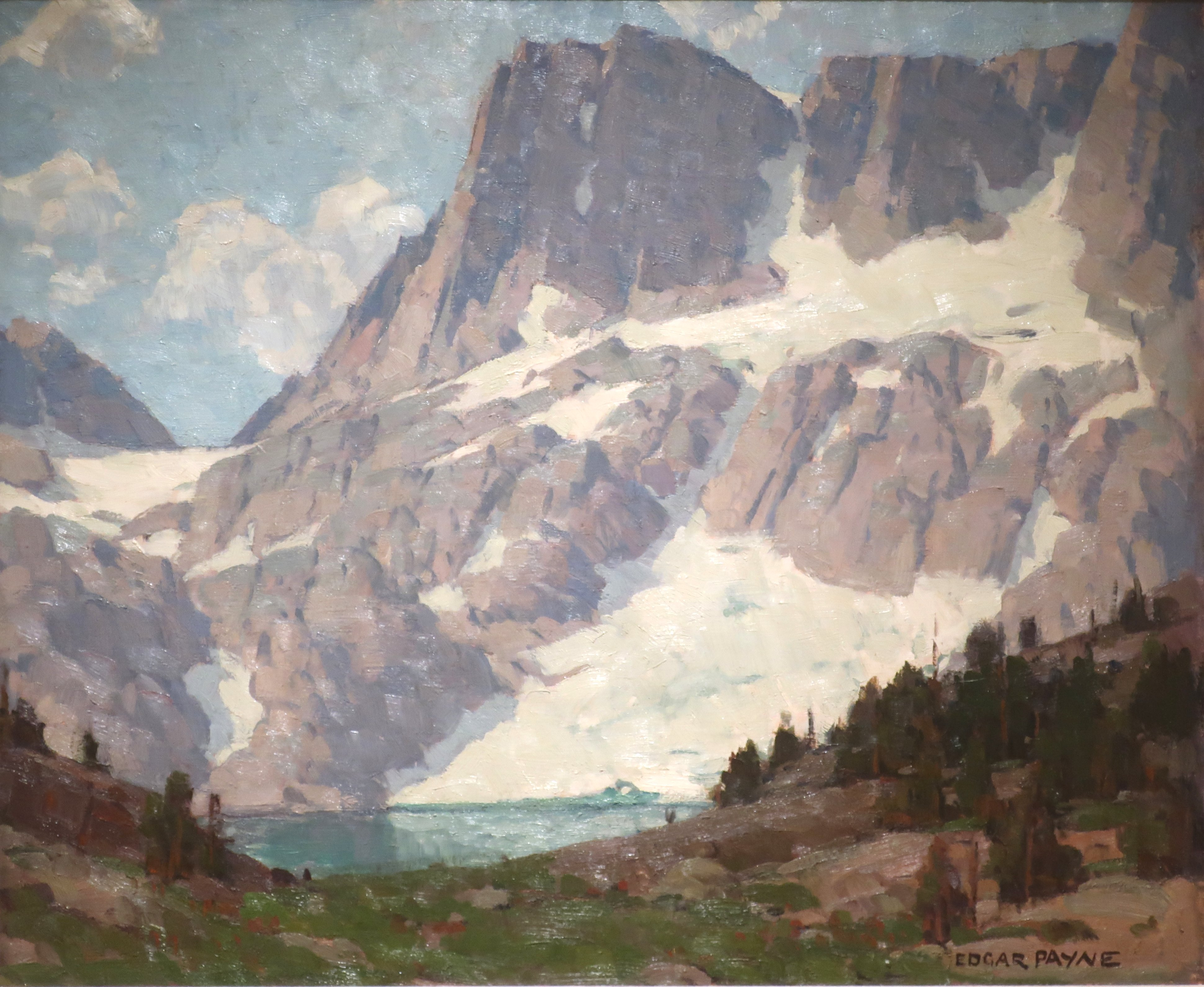
Edgar Alwin Payne, Mountain Lake
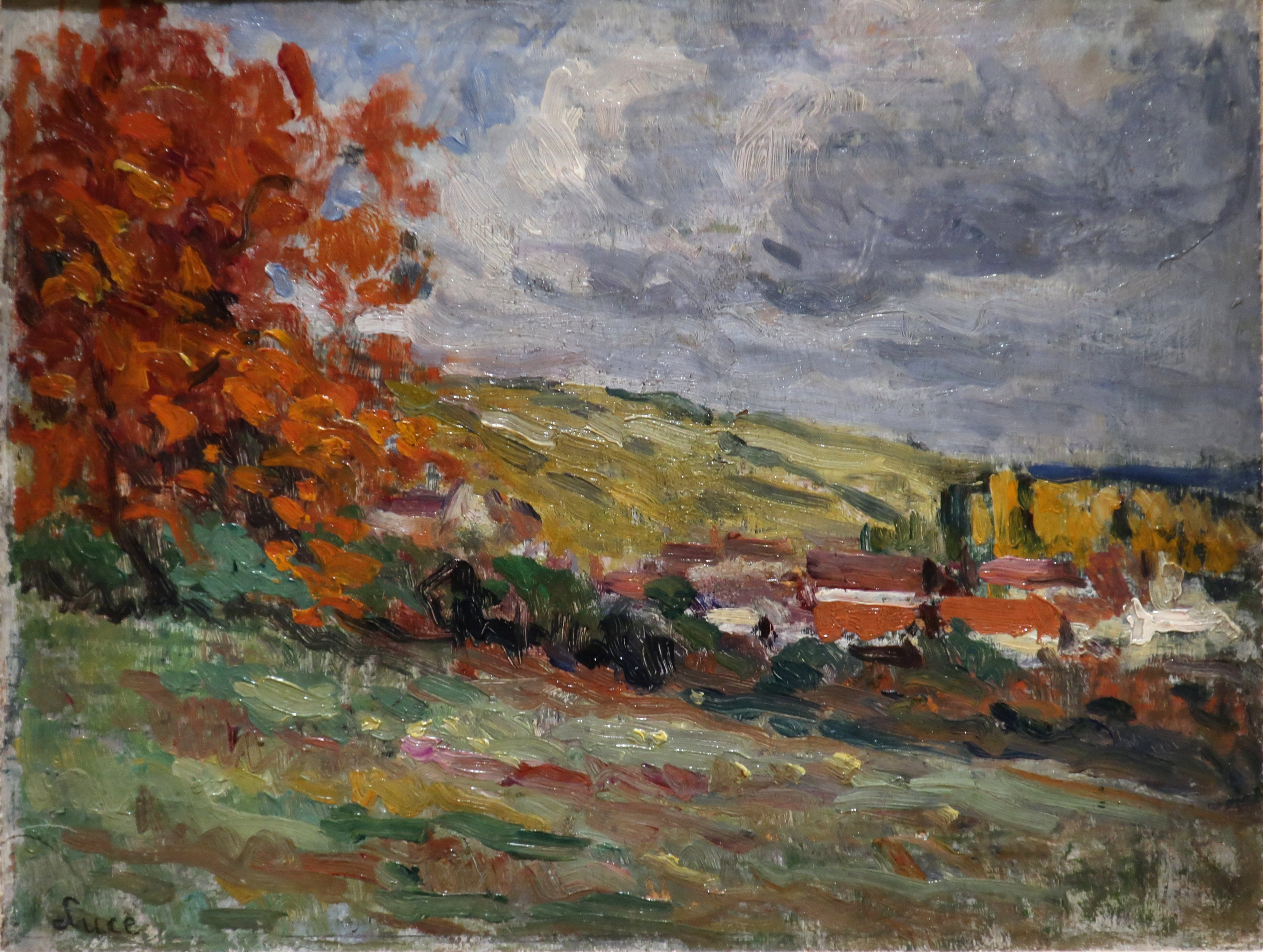
Maximilien Luce, Landscape
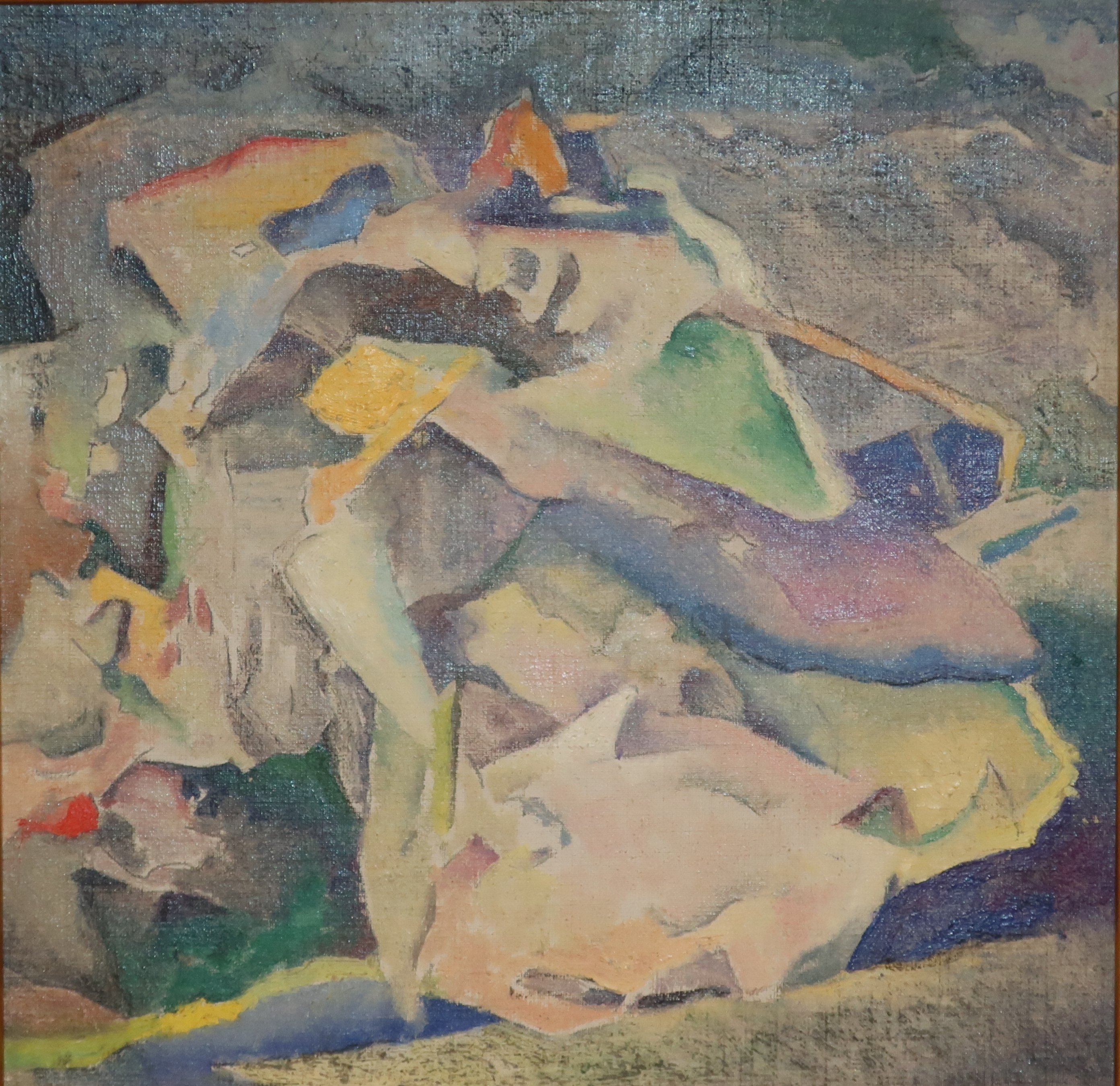
Hugh Henry Breckenridge, Untitled (Abstraction), (1930)